# 孙家庄乡
孙家庄乡是中华人民共和国河北省保定市涿州市下辖的一个乡。

## 行政区划
孙家庄乡下辖以下村级行政区划单位：
赵家铺村、北横歧村、南横歧村、西横歧村、税门村、孙家庄村、北胡宁村、西古城村、南胡宁村、新房子村、西古邱村、东古邱村、前铺村、后铺村和兴盛屯村。